# Дизайн інтер'єру

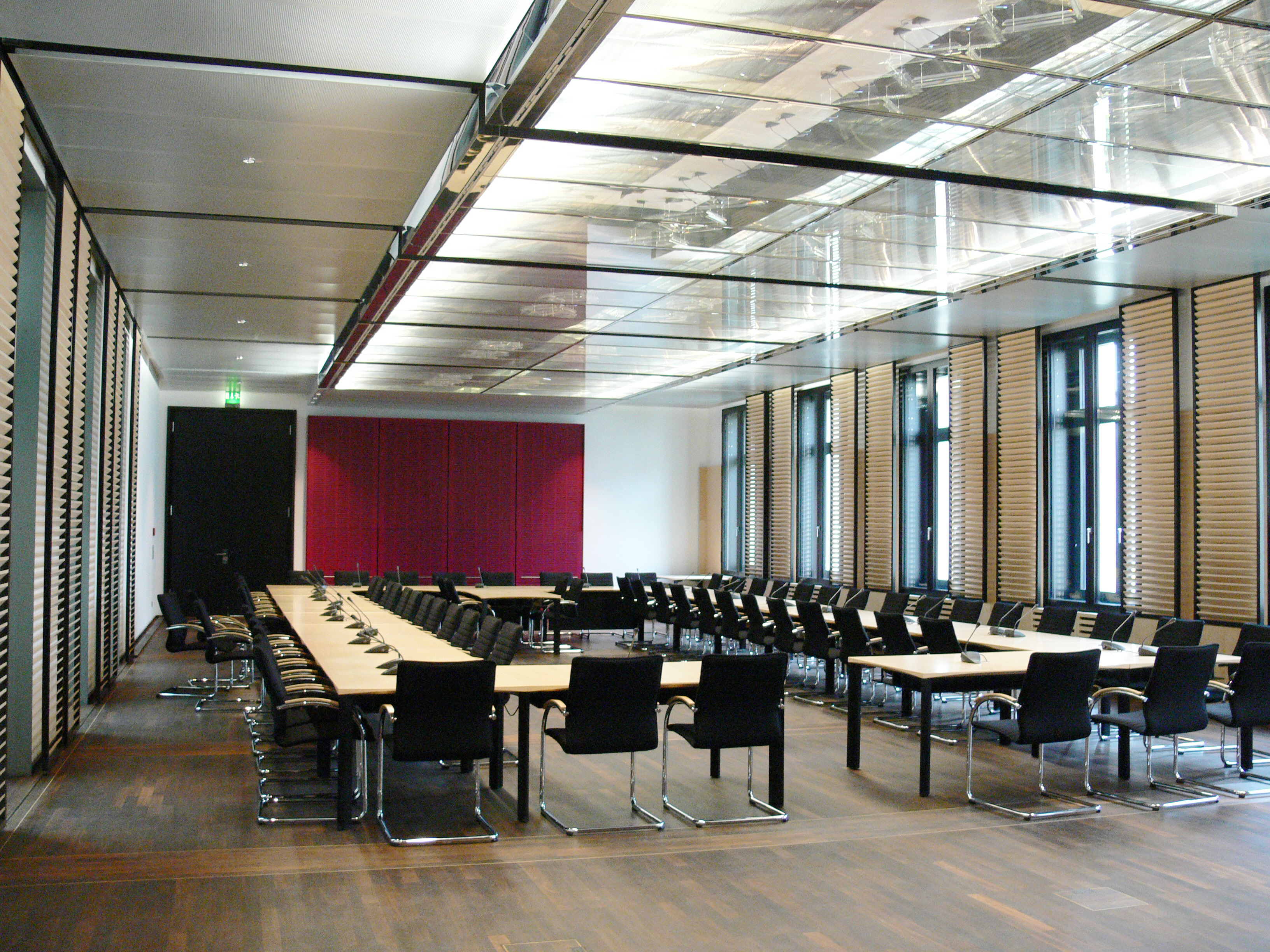
Інтер'єр залу засідань

Дизайн інтер'єру (інтер'єрний дизайн) — галузь дизайну, спрямована на інтер'єр приміщень з метою забезпечити зручність і естетично приємну взаємодію середовища з людьми. Інтер'єрний дизайн поєднує в собі художній та промисловий дизайн. Дизайнер виконує оптимізацію праці в приміщенні, покращує навігацію у великих приміщеннях, розробляє оформлення спеціалізованих приміщень (наприклад, студій звукозапису, кіномонтажу, фотографії; аквапарків) відповідно до вимог клієнтів. Дизайнер управляє всім процесом оформлення інтер'єру, починаючи плануванням приміщення, освітлення, систем вентиляції, акустикою; обробкою стін, і закінчуючи розміщенням меблів і установкою навігаційних знаків.

## Стилі
У дизайні інтер'єру, як в частині архітектури існує безліч різних стилів, які сформувалися в різні історичні епохи. Одне і те ж приміщення, наприклад, конференц-зал, може бути оформлено у різних стилях: хай-тек, романському, модернізм і так далі. Список інтер'єрних стилів ширший, ніж архітектурних.

## Процес розробки
Розробка дизайну інтер'єру починається з складання дизайн-проекту — комплекти документів, що описують функціональні та дизайнерські рішення, в них містяться креслення приміщення і опису всіх деталей майбутнього інтер'єру, включаючи оздоблювальні матеріали і розташування комунікацій. У проекті присутній технічне завдання, в якому описані всі вимоги та побажання замовника.
Спочатку проводяться обміри приміщення, після чого розробляються зразкові планувальні рішення та ескізи. На цьому етапі дизайнер пропонує замовнику декілька варіантів планування з розподілом основних функціональних зон і розстановкою меблів. Так як 3D-моделювання — трудомісткий процес, на етапі примірного планування докладні тривимірні моделі розробляються тільки після узгодження з замовником.
Після затвердження розміщення зон розробляються проектувальні креслення електричних проводів і планується розташування електроприладів (освітлення, електричний обігрів та інше); у разі необхідності виконуються креслення змін у плануванні; план стель і підлогових покриттів, розміщення сантехнічного обладнання, відомості, які містять відомості про обробку і замовлених матеріалах і предметах меблів і декорі.
Наступним етапом є реалізація запланованих робіт; на цій стадії дизайнер контролює роботу оздоблювальних і ремонтних бригад, надаючи замовнику необхідну кошторисну документацію.
Склад і правила оформлення робочих креслень архітектурних рішень інтер'єрів виробничих і допоміжних будівлі всіх галузей промисловості та народного господарства встановлені ДСТУ Б А.2.4-27:2008. СПДБ. Інтер'єри. Робочі креслення

## Приклади дизайну інтер'єру

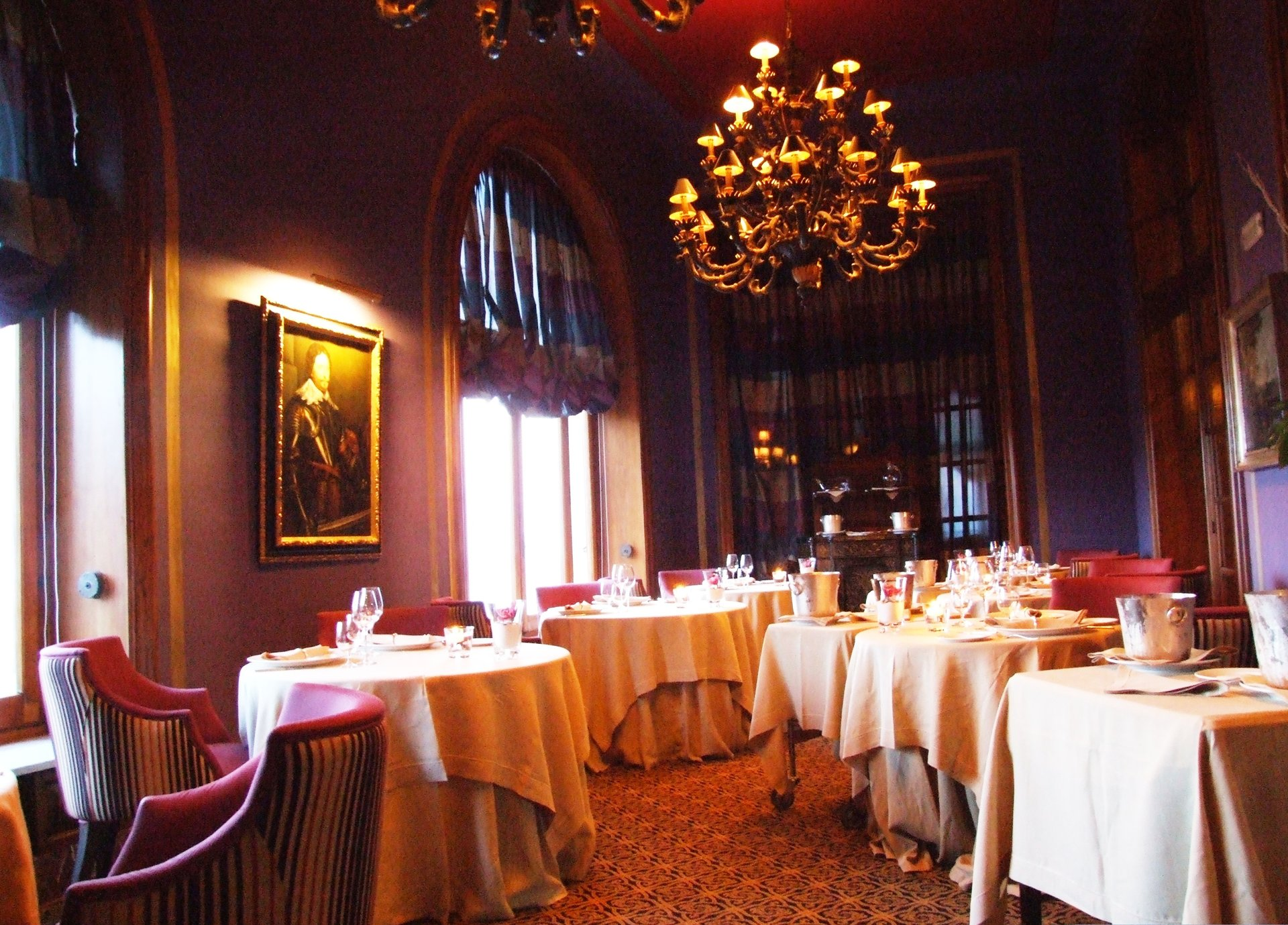
Готель Сан-Домініко в Таорміна
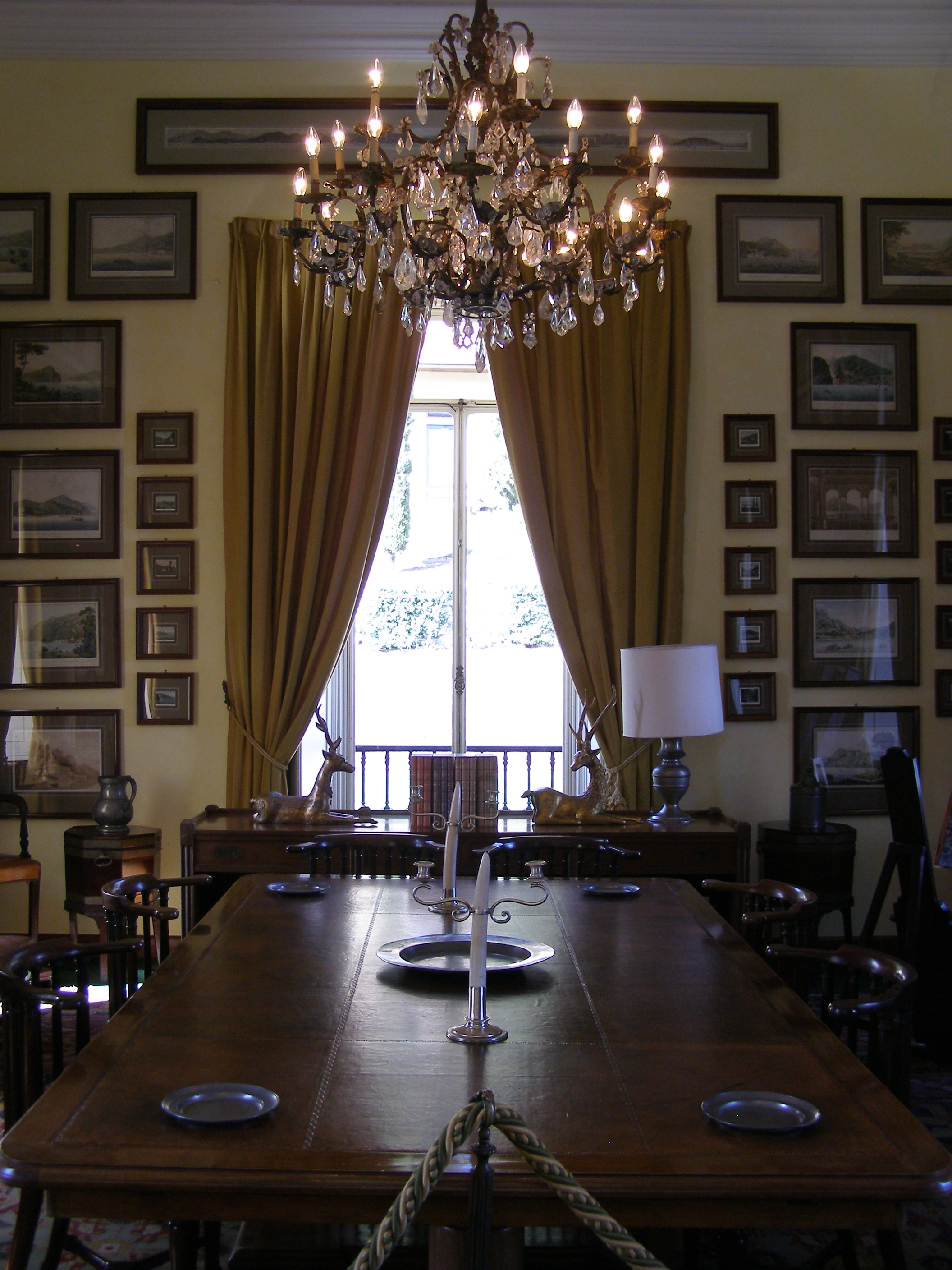
Вілла Балбьянелло
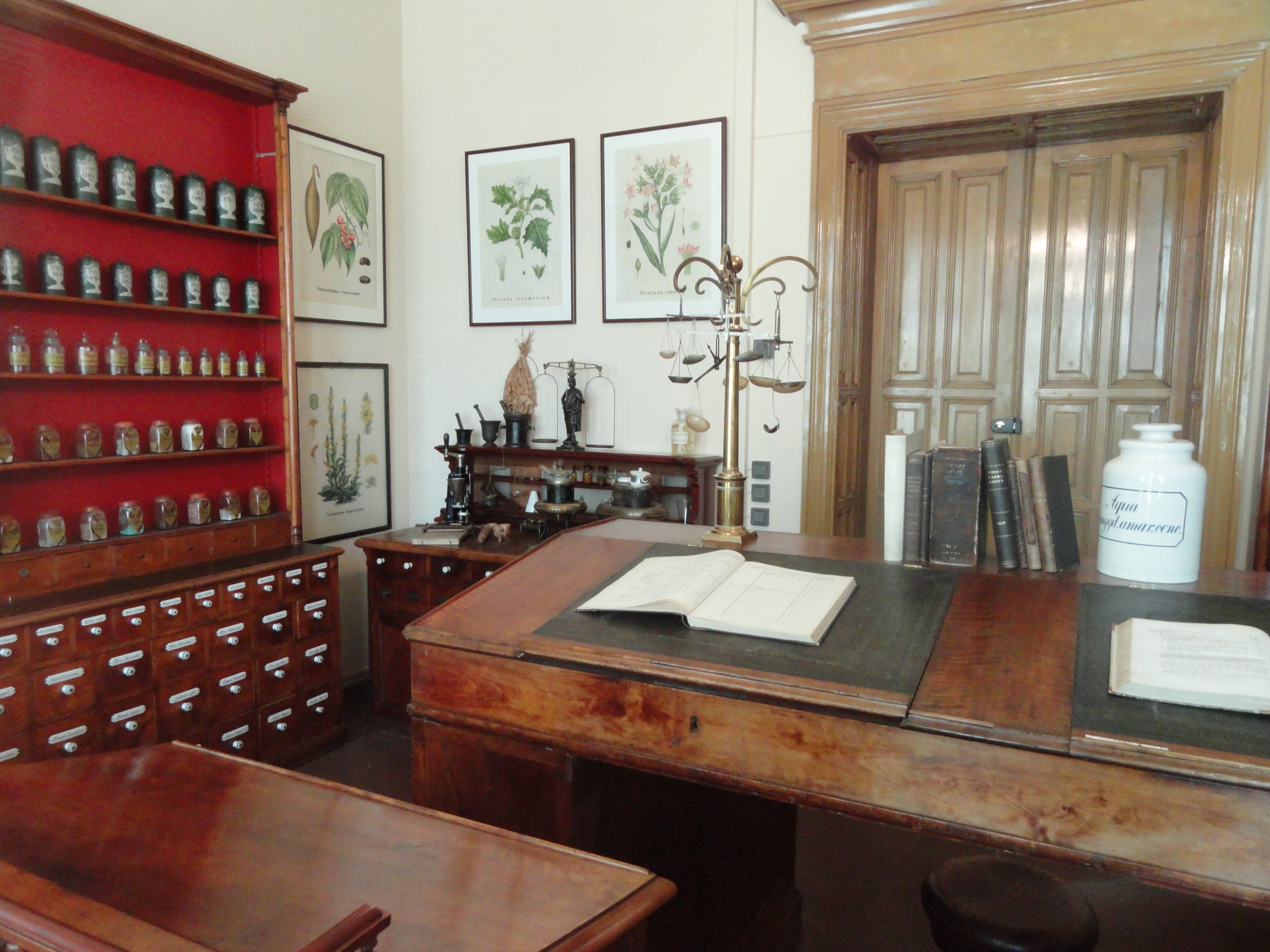
Аптека
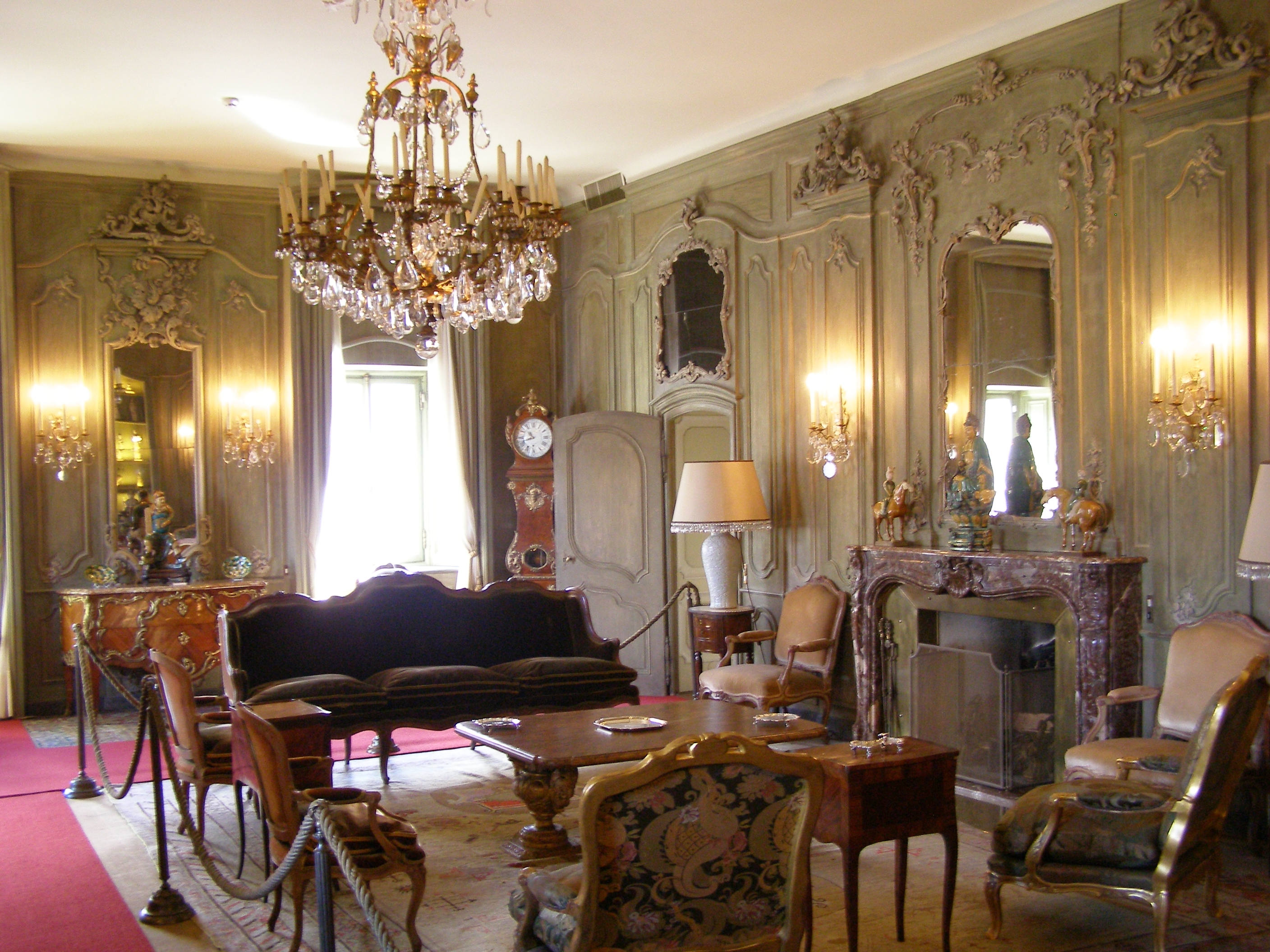
Вілла Ленно
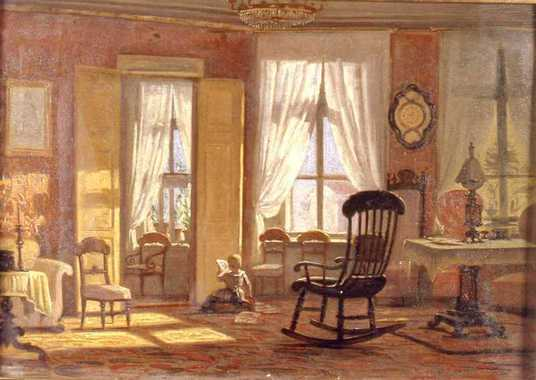
Салон
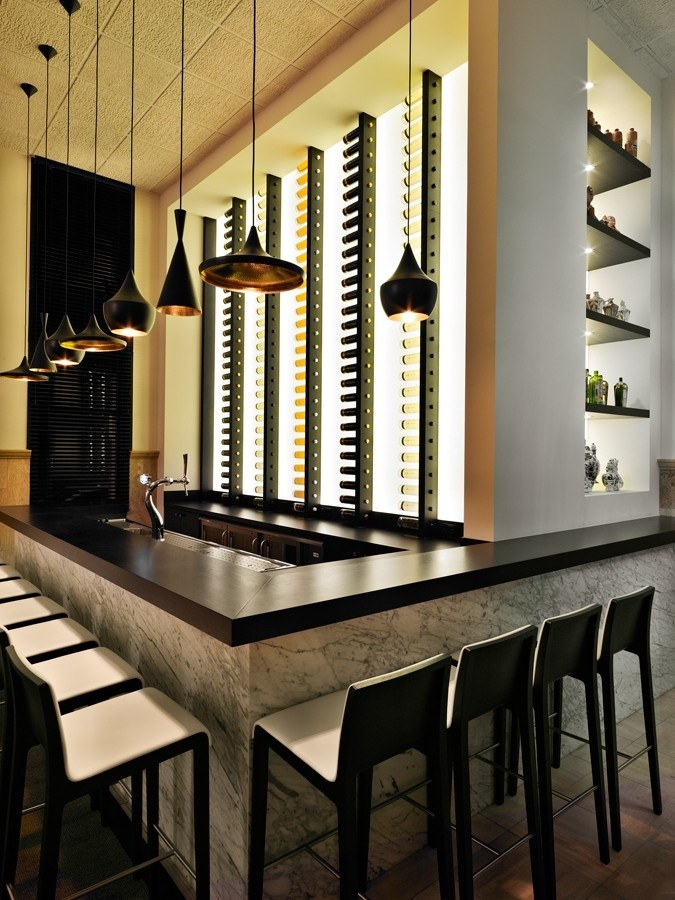
Бар в Роттердамі
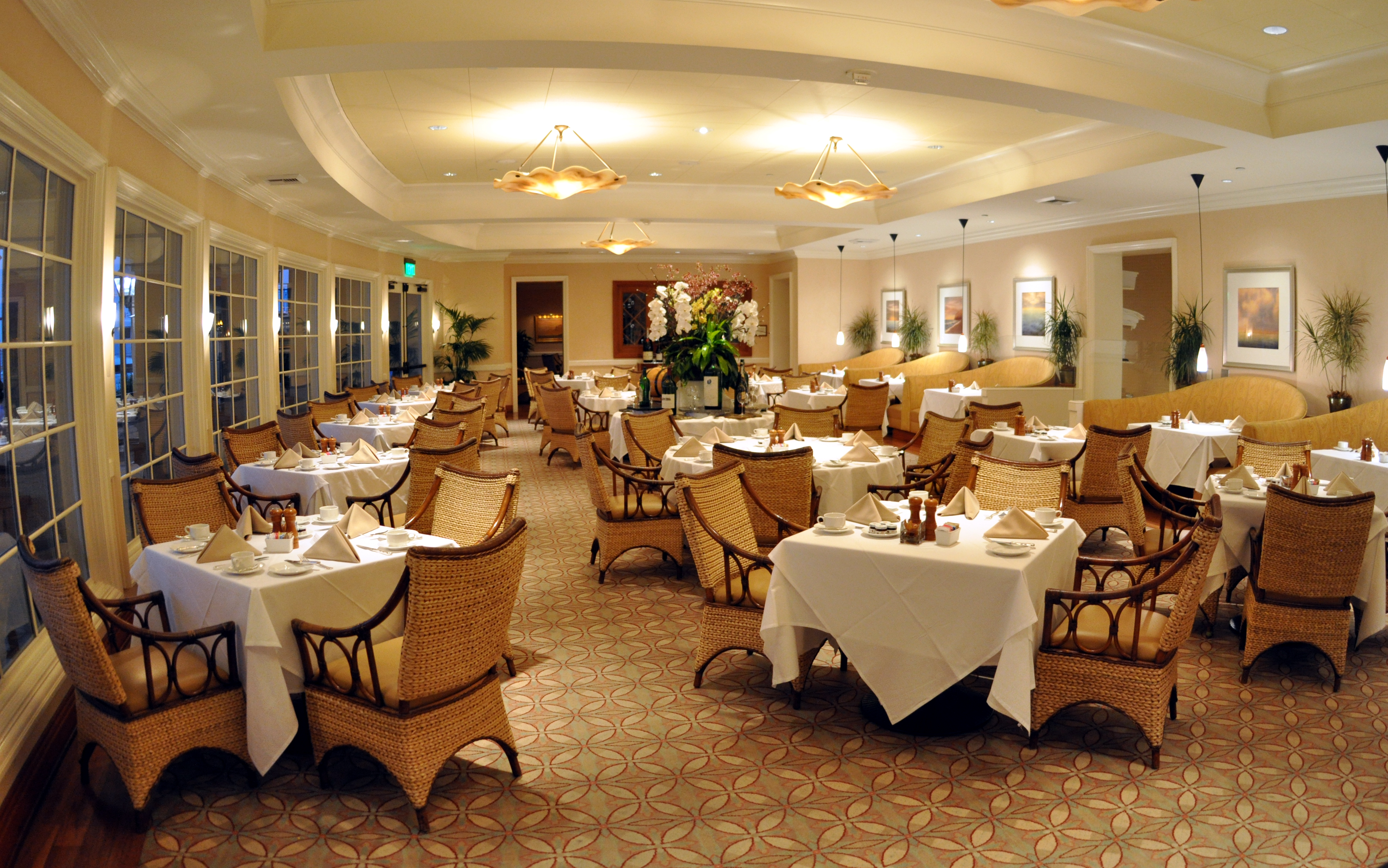
Клуб Бальбоа Бей
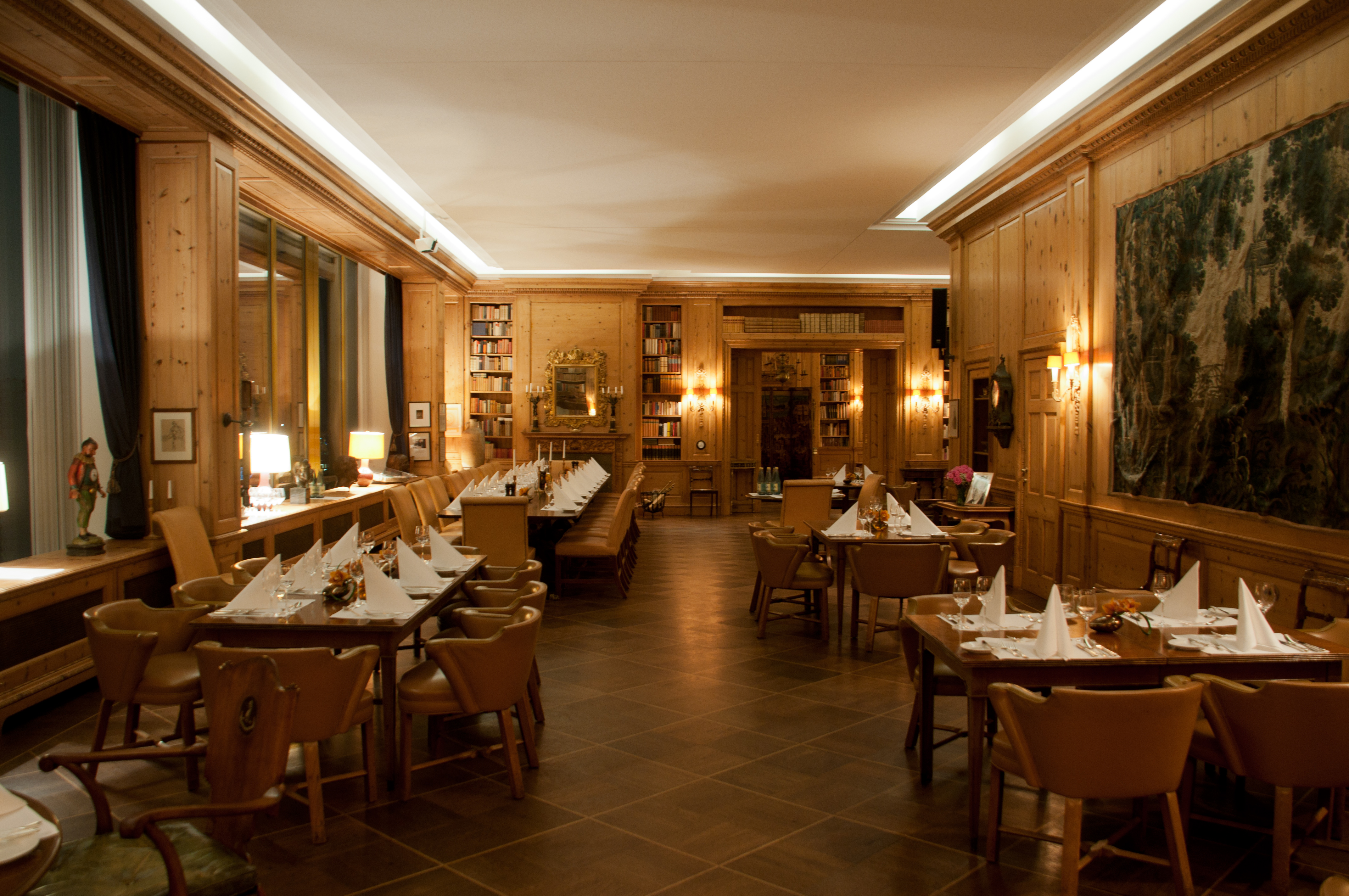
Хмарочос Шпрінгер